# Gabriela (telenovela de 1973)
Gabriela es una telenovela venezolana, producida y transmitida por Cadena Venezolana de Televisión en el año 1973. Contó con Lupita Ferrer y Jorge Félix como protagonistas, con el gran regreso de Eva Moreno a las telenovelas venezolanas, y con las participaciones antagónicas de Héctor Mayerston, Gioia Lombardini, Alberto Álvarez, Margot Antillano, Roberto Gray y Giove Campuzano. Estuvo basada en historia original del escritor Manuel G. Piñera. El tema musical llevaba el nombre de la telenovela y fue interpretado por el cantante Edgar Alexander.

## Trama
Gabriela (Lupita Ferrer) es una muchacha humilde que lucha por sobrevivir a la pobreza. En su camino se cruzan la maldad y el odio. Siendo una niña recién nacida había sido arrebatada y fue a parar a manos de una campesina borracha (Estelita Echazábal). Años después esta mujer la vende a un capataz despiadado (Alberto Álvarez) quien abusa de ella. Gabriela, traumatizada, huye del pueblo con la ayuda de Lino (Héctor José), su amigo de infancia, y logra escapar a la ciudad. Allí es atropellada por Rodolfo (Jorge Félix), un galán noble y de buenos sentimentos. En el accidente, Gabriela pierde la memoria pero Rodolfo se convierte en su protector. Por su ternura y belleza la bautiza Caricia y la convierte en una mujer refinada. Con el paso del tiempo entre Gabriela, ahora Caricia, y Rodolfo nace el amor, lo que provoca que mucha gente se interponga en el camino de su felicidad, pero el mayor obstáculo será la prometida de Rodolfo (Eva Moreno), una mujer rica y poderosa quien,sin saber que son madre e hija, se convierte en la peor enemiga de Gabriela, .

## Reparto
- Lupita Ferrer ... Gabriela/Caricia
- Jorge Félix ... Rodolfo
- Eva Moreno
- Héctor Mayerston
- Gioia Lombardini
- Margot Antillano
- Roberto Gray
- Giove Campuzano
- Luis Abreu
- Alberto Álvarez
- Olga Castillo
- Estelita Echazábal
- Pierina España ... Inés
- Pedro Espinoza
- Héctor José ... Lino
- Rosario Prieto ... Mariposa
- Cecilia Villarreal

## Curiosidades
- La telenovela fue grabada en blanco y negro y tenía como competencia a Peregrina y La otra de Venevisión; y La indomable de RCTV.
- La actriz Olga Castillo obtuvo un papel insignificante en la serie, tras lo cual abandonó el rodaje de la telenovela y aceptó una oferta de la televisión rival Venevisión.
- Fue la tercera telenovela donde coincidieron Lupita Ferrer y Jorge Félix como pareja, después de María Teresa de Venevisión y Enamorada.
- Es de hacer notar que telenovelas homónimas: Gabriela de Televisa, Gabriela de RCTV-Caracol Televisión, y Gabriela de Panamericana Televisión no guardan ninguna relación con esta, porque están basadas en diferentes historias.